# Declaração de Jacarta
Declaração de Jacarta é o nome dado ao acordo internacional assinada na Quarta Conferência Internacional sobre Promoção da Saúde, em 1997, em Jacarta, promovida pela Organização Mundial da Saúde. 
Na ocasião os impactos da Carta de Ottawa foram revistos. Novos atores foram convocados a enfrentar os desafios impostos pela nova era. Foi a primeira das quatro conferências 
a ser realizada em um país em desenvolvimento e a incluir o setor privado no apoio à Promoção da Saúde. Constatou-se que a estratégia de promoção da saúde desenvolvida
após a Conferência de Ottawa mostrou-se eficiente para o melhoramento das condições de saúde e a prevenção de enfermidades, tanto em países desenvolvidos como em países em
desenvolvimento. Estabeleceu cinco prioridades para promoção da saúde até o Século 21:
- Promover a responsabilidade social da saúde;
- Aumentar a capacidade da comunidade e do apoderamento dos indivíduos;
- Expandir e consolidar alianças para a saúde;
- Aumentar as investigações para o desenvolvimento da saúde; e
- Assegurar uma infraestrutura para a promoção da saúde.

Fez ainda as seguintes recomendações para a ação:
- Aumento da sensibilização sobre as mudanças dos determinantes da saúde;
- Apoio à criação de atividades de colaboração e de redes para o desenvolvimento sanitário;
- Mobilização de recursos para a promoção da saúde;
- Acumulação de conhecimentos sobre as melhores práticas;
- Facilitação do aprendizado compartilhado;
- Promoção da solidariedade em ação;
- Promoção da transparência e da responsabilidade pública de prestação de contas em promoção da saúde.